# Wuxing

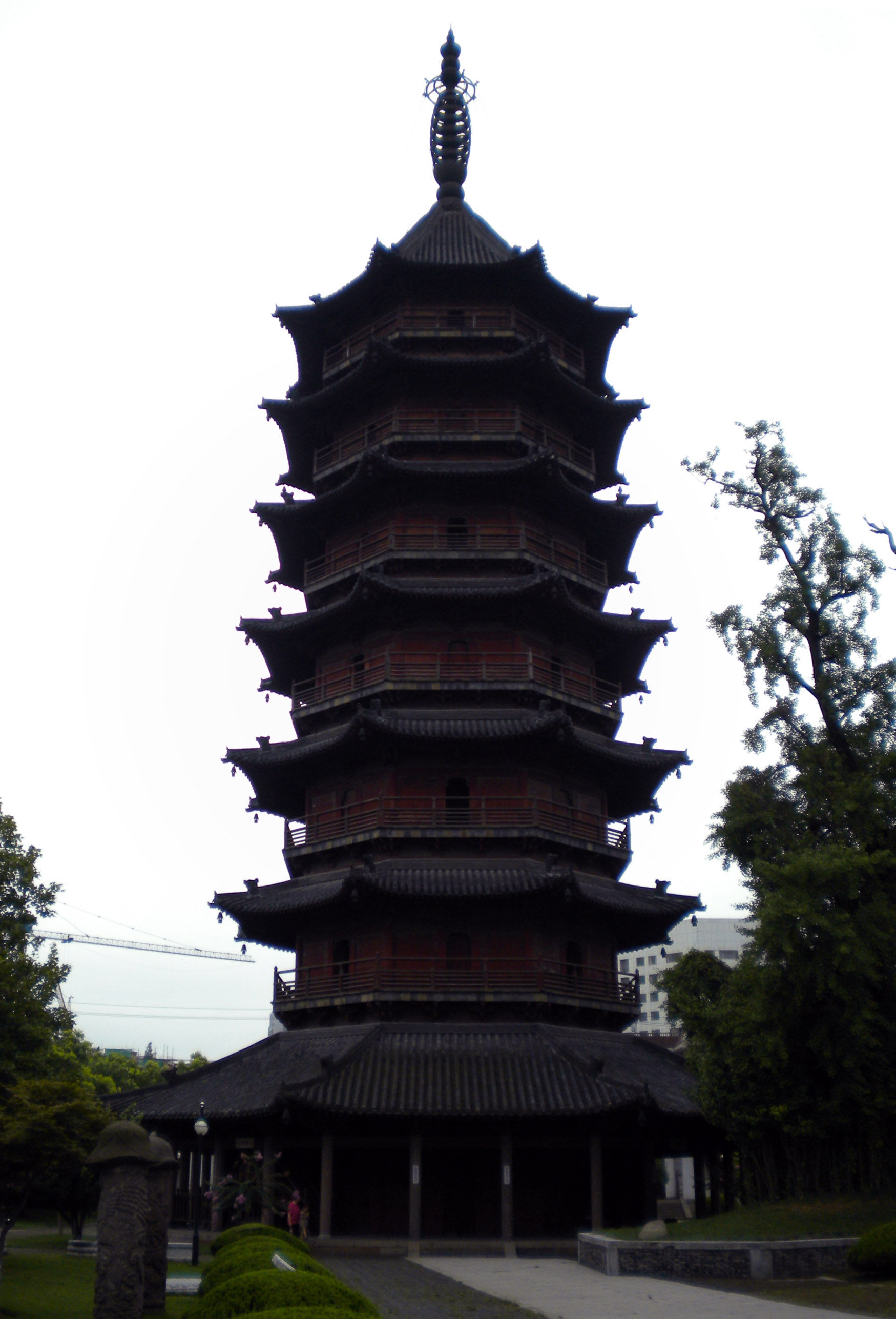
Feiying Pagoda

Wuxing is een district in de Zhejiangse stad Huzhou. Het district heeft een oppervlakte van 872 km². Er wonen zo'n 56.000 mensen. De postcode van Wuxing is 313000. Het volksdistrictkantoor ligt aan de Hudongstraat nummer 493. Wuxing is verdeeld in zes subdistricten, zes grote gemeentes en drie gemeentes.